# معركة حنا
معركة الفلاحية أو معركة حنا (بالتركية: Felahiye Muharebesi)‏ هي معركة وقعت بين الجيش البريطاني والعثماني خلال الحرب العالمية الأولى قرب أهوار السويقية وقعت في 21 يناير 1916 وانتصر بها الجيش العثماني.

## المعركة
بعد اندلاع الحرب العالمية الأولى قامت بريطانيا بتجنيد الهنود وأدخلتهم عن طريق شط العرب إلى البصرة التي تمكنوا من احتلالها وعندها حاول البريطانيون الزحف للوصول إلى بغداد، وفي حين كانت القوات البريطانية تعسكر في أهوار السويقية، فقامت وحدات عثمانية من بهجوم مفاجئ عليهم وكبدوهم خسارة حوالي 2700 جندي وأخذوا العديد من أسلحتهم ووصلوا من خلال ذلك إلى قاعدة علي الغربي في محافظة ميسان حالياً. أدت هذه المعركة إلى انسحاب تكتيكي من البريطانيين وتخلوا عن الامتداد إلى الكوت لفترة مؤقتة.